# Logiciel de télé-transmission
 (juin 2018).
Si vous disposez d'ouvrages ou d'articles de référence ou si vous connaissez des sites web de qualité traitant du thème abordé ici, merci de compléter l'article en donnant les références utiles à sa vérifiabilité et en les liant à la section « Notes et références ».
Un logiciel de télétransmission, est un logiciel qui permet de télé-transmettre les feuilles de soins électroniques (fse) aux divers organismes (caisses et mutuelles) de remboursement de frais médicaux. Ces transmissions sont sécurisées au moyen de la carte Vitale du patient et de la carte de professionnel de santé (CPS) - carte unique, personnelle et confidentielle qui authentifie le professionnel de santé, délivrée par l'ASIP santé - et donnent lieu, en fonction des choix exprimés par le Professionnel de Santé à remboursement des frais médicaux au patient ou directement au professionnel lorsqu'il choisit d'exonérer le patient de l'avance de frais en pratiquant le tiers-payant. 
Couplé à d'autres fonctionnalités (gestion patient, module de prescription, agenda, comptabilité...), il permet de proposer, sous la forme d'un logiciel de cabinet, toutes les fonctions essentielles à la pratique médicale et paramédicale.   
Ces logiciels s'adressent aux professions médicales et paramédicales reconnues par le code de la sécurité sociale et qui dispensent des soins remboursés par les caisses et mutuelles de sécurité sociale.